# Nicolaus Sahlgren

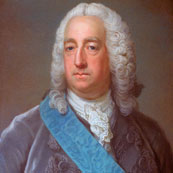
Ritratto di Sahlgren.

Nicolaus Sahlgren (Göteborg, 18 marzo 1701 – Göteborg, 10 marzo 1776) è stato un mercante e filantropo svedese.

## Biografia
Kommerseråd, ossia membro del comitato direttivo del Kommerskollegium svedese, un'agenzia governativa legata al ministero degli esteri, fu commendatore dell'Ordine di Vasa (con il motto "Diligente e prudente"), e fu cofondatore e direttore della Compagnia svedese delle Indie Orientali a Göteborg per 35 anni (dal 1733 al 1768).
Quando morì lasciò 4.159.498 Riksdaler in monete d'argento. Nel corso della sua vita donò il 12% del suo patrimonio per opere a vantaggio dei bisognosi, dei bambini e per altri scopi umanitari. Ha donato circa 150.000 Riksdaler all'Accademia Reale Svedese delle Scienze di Stoccolma, circa 300.000 Riksdaler per dare delle case a dei bambini, altri 300.000 Riksdaler sono andati alla costruzione di orfanotrofi.
A Sahlgren fu offerta la possibilità di essere nominato cavaliere, ma egli rifiutò. Fu eletto nel 1773 membro numero 201 dell'Accademia Reale Svedese delle Scienze. Nel centro di Göteborg c'è una via che porta il suo nome.